# Орловська сільська рада (Архангельський район)
Орло́вська сільська рада (рос. Орловский сельский совет) — муніципальне утворення у складі Архангельського району Башкортостану, Росія. Адміністративний центр — присілок Орловка.

## Населення
Населення — 396 осіб (2019, 456 в 2010, 502 в 2002).

## Склад
До складу поселення входять такі населені пункти:
| Населений пункт      | Населення, осіб (2002) | Населення, осіб (2010) |
| -------------------- | ---------------------- | ---------------------- |
| Аккулево, присілок   | 17                     | 5                      |
| Андрієвка, присілок  | 46                     | 46                     |
| Карташевка, присілок | 116                    | 103                    |
| Ніколаєвка, присілок | 15                     | 2                      |
| Орловка, присілок    | 308                    | 300                    |